# 自由都市ダンツィヒ

自由都市ダンツィヒ
Freie Stadt Danzig (ドイツ語)
Wolne Miasto Gdańsk (ポーランド語)

自由都市ダンツィヒの位置（1930年）

自由都市ダンツィヒ（じゆうとしダンツィヒ、ドイツ語: Freie Stadt Danzig、ポーランド語: Wolne Miasto Gdańsk）は、第一次世界大戦後のヴェルサイユ条約によってドイツより切り離されてから第二次世界大戦初期にドイツ軍によって占領されるまでに現在のグダニスク（ドイツ名ダンツィヒ）に存在した都市国家である。ダンツィヒ自由都市やダンツィヒ自由市とも表記される。
ダンツィヒとその周辺は元来はスラヴ民族が住んでいた土地だったが、当時の主な居住者は、ドイツ民族であった。

## 概要

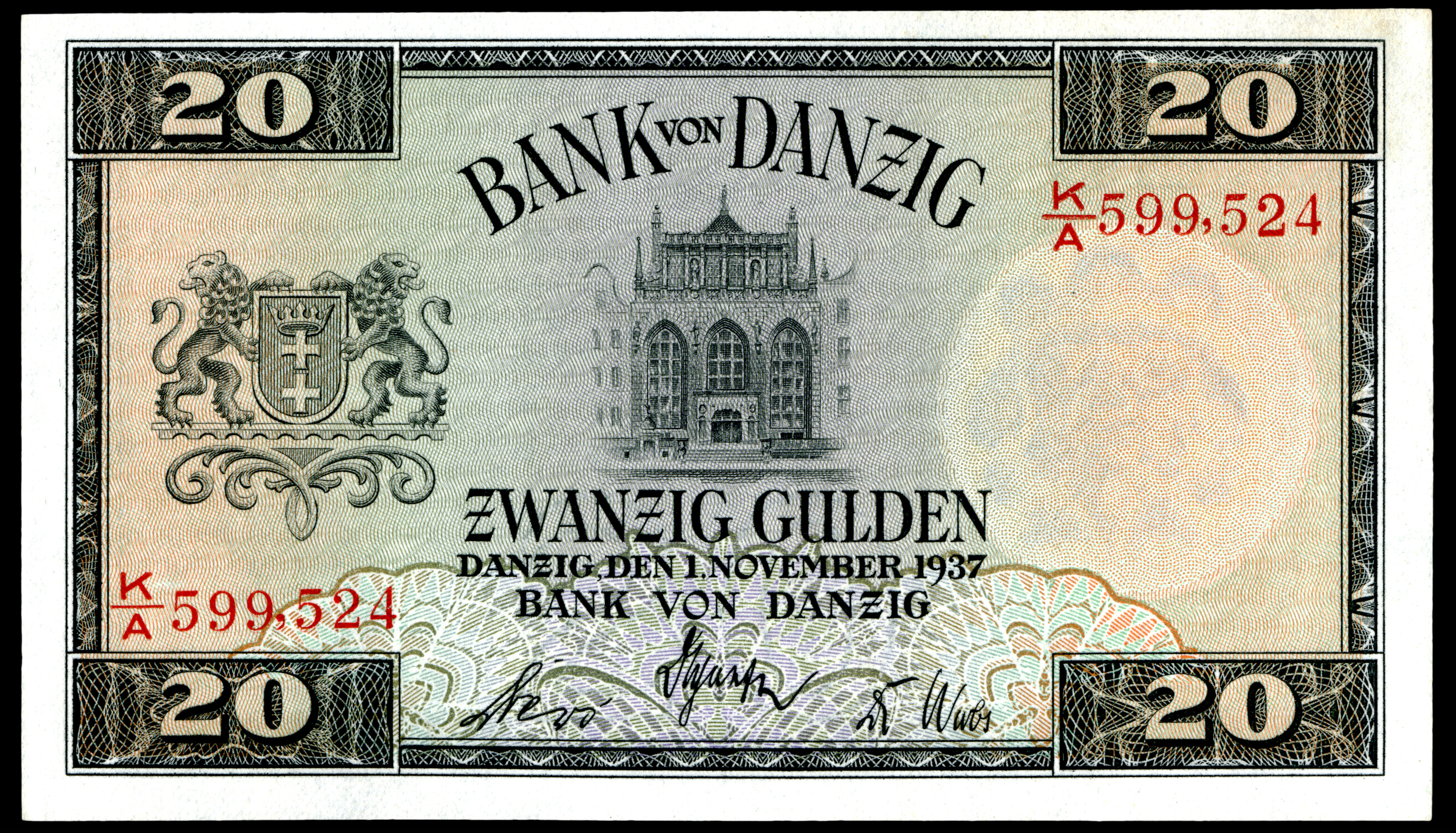
ダンツィヒの20ダンツィヒ・グルデン紙幣

戦間期におけるダンツィヒの自由都市化は、ヴェルサイユ条約によって成立した。ヴェルサイユ条約100条から108条はダンツィヒ関連条項であり、103条はダンツィヒの国際連盟による保護と独自憲法の制定が定められた。
ヴェルサイユ条約自体は1920年1月20日に発効したが、正式に「自由都市ダンツィヒ」の成立が宣言されたのは、1920年11月15日のことであった。
1920年から1925年の間には、ダンツィヒはポーランド系とロシア系ユダヤ人が北米に移民する中心の場所となり、60,000人がアメリカとカナダへ亡命した。

### 領土
自由都市ダンツィヒは、ダンツィヒ（グダニスク）の都市部分とツォポト （ソポト）、ティーゲンホーフ (Tiegenhof)、ノイタイヒ (Neuteich) 等の252の村と63の村落を含んでおり、東プロイセンに挟まれた地域であった。全面積は1966平方kmであり、領土はナポレオン時代の約2倍の大きさである。

### 人口
人口は増加し、1919年の357,000人から1929年の408,000人となり、95%はドイツ人であり、少数民族としてカシューブ人とポーランド人が存在していた。
ヴェルサイユ条約は、ダンツィヒとそれを囲んでいる村をドイツから切り離したが、新しく形成された州は、在住者に基づく公民権を持つ必要があった。ドイツ住民は自由都市の形成によりドイツの国籍を失ったが、州の成立の最初の2年間はドイツ国籍を再取得する権利を与えられた。しかしそうした場合、ダンツィヒの外のドイツの領域に住む必要があった。
| 言語           | 総数    | ドイツ語 | ドイツ語 と ポーランド語 | ポーランド語 カシューブ語 マズルク語 | ロシア語 ウクライナ語 | ヘブライ語 ユダヤ語 | 分類不能 |
| -------------- | ------- | -------- | ------------------------ | ------------------------------------ | --------------------- | ------------------- | -------- |
| ダンツィヒ     | 335,921 | 327,827  | 1,108                    | 6,788                                | 99                    | 22                  | 77       |
| ダンツィヒ以外 | 30,809  | 20,666   | 521                      | 5,239                                | 2,529                 | 580                 | 1,274    |
| 総数           | 366,730 | 348,493  | 1,629                    | 12,027                               | 2,628                 | 602                 | 1,351    |
| 比率           | 100.00% | 95.03%   | 0.44%                    | 3.28%                                | 0.72%                 | 0.16%               | 0.37%    |

### ポーランド人の権利

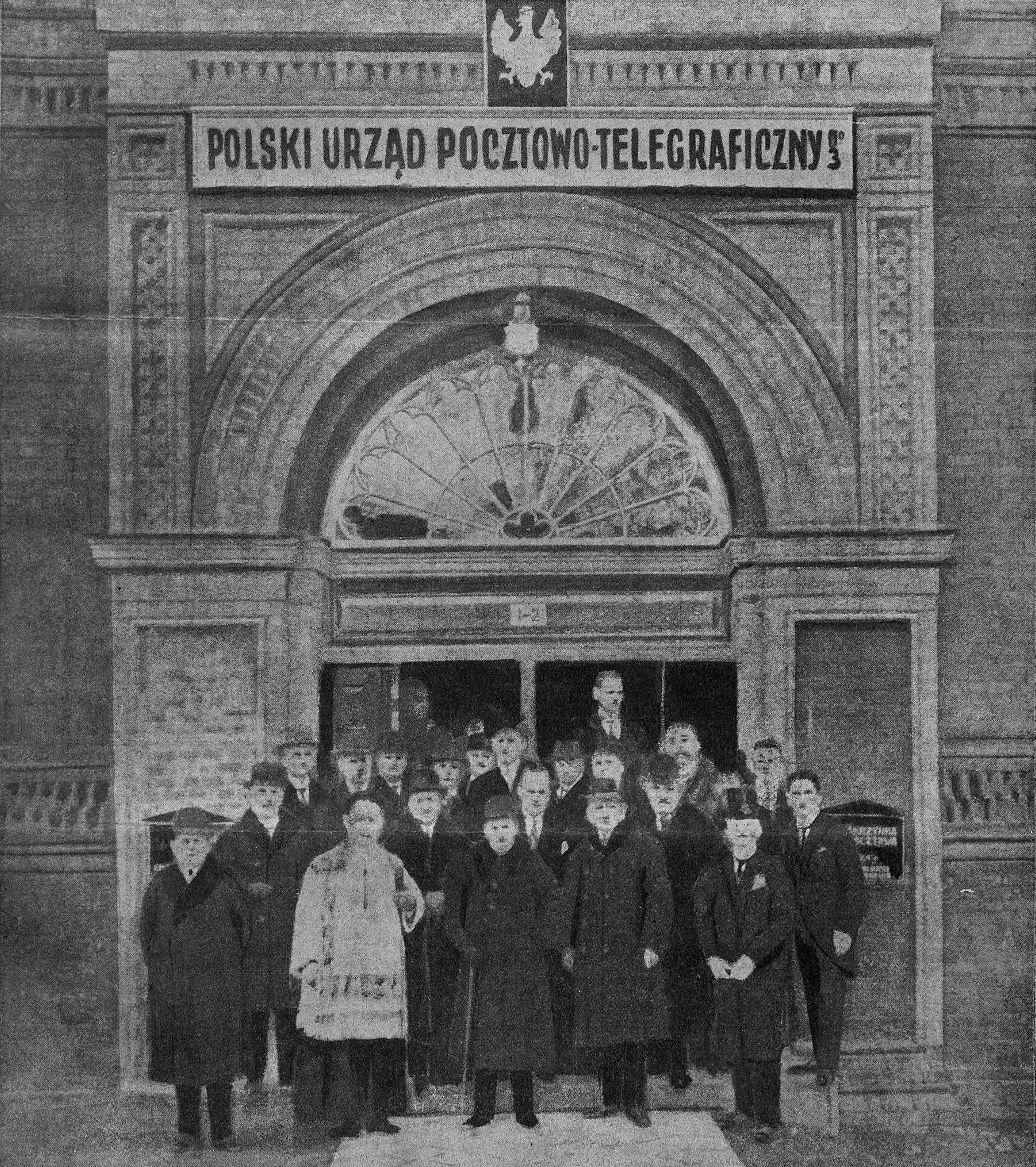
1925年1月5日のポーランド郵便局の開設

自由都市という言葉は、ポーランドから見て国外にあることを示しており、ポーランドと関税同盟を結んでいた。ポーランドへ接続されている自由都市の鉄道線はポーランドにより管理されていた。同様に、町の港であるヴェステルプラッテ（Westerplatte、以前の都市の海岸地域）には分離された軍の事務所があり、ポーランドに与えられていた。同様に町には2つの郵便局が存在した。1つは都市の郵便局で、もう1つはポーランドのであった。

### 政治
最初の自由都市市長は1919年2月2日から市長であったハインリヒ・ザームであった。1920年1月24日には駐屯していたドイツ軍が退去し、1月31日からは連合国軍が駐屯を開始した。2月13日からは国際連盟暫定高等弁務官レジナルド・タワーが行動を開始し、3月5日にはザームを議長とする参事院を設置した。5月6日からは憲法制定のための議会選挙が行われ、ドイツ国家国民党、独立社会民主党、ドイツ社会民主党、中央党、自由経済連合、ドイツ民主党、ポーランド党などが議席を獲得した。この制憲議会は憲法制定とヴェルサイユ条約104条に基づくポーランド協定の作成のみに権限が限定され、8月11日に最終案を可決した。憲法はその後国際連盟の修正を経て、1922年5月11日に高等弁務官の承認により発効した。
ダンツィヒ港はポーランドによる利用が認められていたが、ポーランド・ソビエト戦争の際、ポーランドの軍需物資積み込みを港湾労働者がボイコットする事件が起きた。ポーランドはダンツィヒにかわって近隣の漁港グディニャを整備し、新たな港湾都市として建設を開始し、様々な優遇措置を与えた。このためグディニャとダンツィヒの競合関係が生まれ、ザームはこの問題を国際連盟に提訴している。1930年、ザームがベルリン市長となり、後任には参事院の副議長であったエルンスト・ツィームが就任した。
1933年5月、ナチスは自由都市の選挙で勝利した。しかし、彼らは57%を選挙で得ただけで、ダンツィヒ自由都市の組織を変更するのに必要な2/3（国際連盟によって要求された）には不足していた。政府は反ユダヤ、反カトリックの法を導入した。後者は主に、わずかなポーランド人とカシューブ語を話す住民に対して厳しいものであった。都市はポーランド内のドイツ人の未成年を、自衛団 (Selbstschutz) の指揮の中核となった、ドイツ青年党 (Jungdeutsche Partei) やドイツ連合 (Deutsche Vereinigung) のような組織に採用することにより、訓練拠点を提供した。チームも市長の座から追われ、ナチ党員のヘルマン・ラウシュニングが市長となった。1934年にはダンツィヒにおける大管区指導者代理であったアルトゥール・グライザーが新市長となり、強制的同一化がさらに進められた。

### 歴代高等弁務官
| 代数 | 名前                                   | 在任期間  | 所属国       |
| ---- | -------------------------------------- | --------- | ------------ |
| 1    | レジナルド・タワー                     | 1919–1920 | イギリス     |
| 2    | エドワード・ストラット                 | 1920      | イギリス     |
| 3    | ベルナルド・アトリコ                   | 1920      | イタリア王国 |
| 4    | リチャード・ハッキング                 | 1921–1923 | イギリス     |
| 5    | メルヴィン・マクドネル                 | 1923–1925 | イギリス     |
| 6    | ヨースト・アドリアーン・ヴァン・ハメル | 1925–1929 | オランダ     |
| 7    | マンフレディ・グラヴィナ               | 1929–1932 | イタリア王国 |
| 8    | ヘルメル・ロスティング                 | 1932–1934 | デンマーク   |
| 9    | ショーン・レスター                     | 1934–1936 | アイルランド |
| 10   | カール・ヤーコプ・ブルクハルト         | 1937–1939 | スイス       |

## 第二次世界大戦と戦後
1939年9月1日、それまでポーランドへの友好訪問と称してグダニスク湾に停泊していたドイツ戦艦シュレスヴィヒ・ホルシュタインが何の布告もなくダンツィヒのポーランド軍駐屯地に激しい艦砲射撃を開始、このドイツによるポーランド侵攻によって第二次世界大戦の火ぶたが切られた。ナチス政府は、ポーランドへの侵攻の数日後、1939年9月2日にドイツへの再編入の投票を行った。
ユダヤ系住民はホロコーストの対象となり強制収容所へと送られ多くが殺された。
都市の90%は第二次世界大戦の終わりには廃墟となった。
連合国はヤルタ会談において、戦後のダンツィヒがポーランドの一部になるという合意を行っており、この方針はポツダム協定によって確認されている。1945年1月30日に1000人の兵士と1万人の避難民が乗っていた船ヴィルヘルム・グストロフ号がソ連の潜水艦により撃沈されている。1945年3月30日、都市は赤軍により解放された。
戦前にいた人口の約90%は死亡したか、1945年までに逃げ出したと考えられている。1950年までに、約28万5千人に上る自由都市の以前の住民が、連合国支配下のドイツに移住している。なお、1947年には自由都市ダンツィヒ亡命政府がベルリンで結成されているが、東西いずれのドイツ政府からも正式に承認されず、活動は低調である。